# Campeonato da Rússia de Ciclismo em Estrada
Os campeonatos da Rússia de Ciclismo em Estrada são as Campeonatos nacionais de ciclismo em estrada da Rússia, organizados pela Federação russa de ciclismo. Existem desde 1992.

## Evolução histórica da organização
Estes campeonatos profissionais têm sido criados em 1992. Dantes, os corredores russos participavam aos Campeonato da União Soviética de Ciclismo em Estrada.
O maillot diferencial é branco, azul e vermelho.

## Pódios dos campeonatos masculinos

### Vencedores múltiplos
| Name              | Venceu | Anos                               |
| ----------------- | ------ | ---------------------------------- |
| Sergei Ivanov     | 6      | 1998, 1999, 2000, 2005, 2008, 2009 |
| Asiat Saitov      | 2      | 1992, 1995                         |
| Dimitri Konyshev  | 2      | 1993, 2001                         |
| Alexandr Kolobnev | 2      | 2004, 2010                         |

### Ciclismo em estrada
| Ano  | Ganhador             | Segundo               | Terceiro              |
| ---- | -------------------- | --------------------- | --------------------- |
| 1992 | Assiat Saitov        | Dimitri Konyshev      | Alexandre Timofeev    |
| 1993 | Dimitri Konyshev     | Assiat Saitov         | Viatcheslav Ekimov    |
| 1994 | Romes Gainetdinov    | Alsar Gorgos          | Alexei Botchkov       |
| 1995 | Assiat Saitov        | Viatcheslav Djavanian | Andrei Zintchenko     |
| 1996 | Vassili Davidenko    | Dimitri Sedun         | Dimitri Konyshev      |
| 1997 | Viatcheslav Ekimov   | Sergei Uslamin        | Alexander Gontchenkov |
| 1998 | Sergei Ivanov        | Piotr Ugrumov         | Dimitri Konyshev      |
| 1999 | Sergei Ivanov        | Vassili Davidenko     | Dimitri Sedun         |
| 2000 | Sergei Ivanov        | Pavel Tonkov          | Alexei Sivakov        |
| 2001 | Dimitri Konyshev     | Alexei Markov         | Denis Bodarenko       |
| 2002 | Oleg Grishkine       | Andrey Pchelkin       | Dimitri Gainitdinov   |
| 2003 | Alexandre Bazhenov   | Dimitri Dementiev     | Oleg Joukov           |
| 2004 | Alexandr Kolobnev    | Mikhail Timochine     | Andrey Pchelkin       |
| 2005 | Sergei Ivanov        | Vladimir Gusev        | Andrey Pchelkin       |
| 2006 | Alexander Khatuntsev | Alexander Efimkin     | Evgueni Petrov        |
| 2007 | Vladislav Borisov    | Sergey Kolesnikov     | Yury Trofimov         |
| 2008 | Sergei Ivanov        | Alexandre Bazhenov    | Roman Klimov          |
| 2009 | Sergei Ivanov        | Yury Trofimov         | Egor Silin            |
| 2010 | Alexandr Kolobnev    | Vladimir Gusev        | Alexander Mironov     |
| 2011 | Pavel Brutt          | Eduard Vorganov       | Yury Trofimov         |
| 2012 | Eduard Vorganov      | Alexandr Kolobnev     | Pavel Brutt           |
| 2013 | Vladimir Isaychev    | Vladimir Gusev        | Andrey Solomennikov   |
| 2014 | Alexander Porsev     | Vladimir Gusev        | Artur Ershov          |
| 2015 | Yury Trofimov        | Pavel Brutt           | Sergei Lagoutine      |
| 2016 | Pavel Kochetkov      | Maxim Belkov          | Sergei Lagoutine      |
| 2017 | Alexander Porsev     | Artem Nych            | Sergey Shilov         |
| 2018 | Ivan Rovny           | Alexander Porsev      | Igor Frolov           |
| 2019 | Aleksandr Vlasov     | Igor Frolov           | Mikhail Fokin         |
| 2020 | Sergei Shilov        | Igor Frolov           | Nikita Martynov       |

### Ciclismo em estrada esperanças
| Ano  | Ganhador               | Segundo              | Terceiro          |
| ---- | ---------------------- | -------------------- | ----------------- |
| 2005 | Alexander Mironov      | Evgeny Popov         | Yuri Trofimov     |
| 2006 | Evgueni Sokolov        |                      |                   |
| 2007 |                        |                      |                   |
| 2008 |                        |                      |                   |
| 2009 |                        |                      |                   |
| 2010 |                        |                      |                   |
| 2011 | Viatcheslav Kouznetsov | Matvey Zubov         | Maksim Razumov    |
| 2012 | Anton Vorobyev         | Konstantin Kuperasov | Mikhail Akimov    |
| 2013 | Roman Katyrin          | Artur Shaymuratov    | Gennadi Tatarinov |
| 2014 | Ivan Savitskiy         | Alexander Grigoriev  | Artem Nych        |
| 2015 | Artem Nych             | Nikolay Cherkasov    | Aydar Zakarin     |
| 2016 | Artem Nych             | -                    | -                 |
| 2017 | Petr Rikunov           | Alexandr Kulikovskiy | Alexander Lobanov |

### Contrarrelógio Esperanças
| Ano  | Ganhador             | Segundo              | Terceiro          |
| ---- | -------------------- | -------------------- | ----------------- |
| 2011 | Anton Vorobyev       | Artur Ershov         | Maxim Pokidov     |
| 2012 | Anton Vorobyev       | Konstantin Kuperasov | Mikhail Akimov    |
| 2013 | Alexander Evtushenko | Viktor Manakov       | Evgeny Zverkov    |
| 2014 | Alexander Evtushenko | Roman Kustadinchev   | Kirill Yatsevich  |
| 2015 | Alexander Evtushenko | Ivan Lutsenko        | Nikolay Cherkasov |
| 2016 | Matvey Mamykin       | Artem Nych           | Vladislav Duiunov |
| 2017 | Petr Rikunov         | Nikolay Cherkasov    | Stepan Kurianov   |

## Pódios dos campeonatos femininos

### Ciclismo em estrada
| Ano  | Ganhador              | Segundo                  | Terceiro                 |
| ---- | --------------------- | ------------------------ | ------------------------ |
| 1993 | Gulnara Fatkúlina     | Svetlana Samokhvalova    | Nadejda Pachkova         |
| 1994 | Svetlana Samokhvalova | Svetlana Boubnenkova     | Olga Sokolova            |
| 1995 | Aleksandra Koliaseva  | Valentina Polkhanova     | Svetlana Samokhvalova    |
| 1996 | Svetlana Boubnenkova  | Zulfiya Zabirova         | Aleksandra Koliaseva     |
| 1997 | Tatjana Kaverina      | Oksana Tontcheva         | Valentina Gerasimova     |
| 1998 | Svetlana Samokhvalova | Tatjana Kaverina         | Svetlana Stepanova       |
| 1999 | Youlia Razenkova      | Valentina Gerasimova     | Olga Slyusareva          |
| 2000 | Svetlana Boubnenkova  | Zulfiya Zabirova         | Julia Martisova          |
| 2001 | Elena Tchalykh        | Svetlana Boubnenkova     | Svetlana Samokhvalova    |
| 2002 | Svetlana Boubnenkova  | Valentina Polkhanova     | Olga Slyusareva          |
| 2003 | Svetlana Boubnenkova  |                          |                          |
| 2005 | Julia Martisova       | Olga Slyusareva          | Svetlana Boubnenkova     |
| 2006 | Olga Slyusareva       | Tatiana Panina Shishkova | Elena Stramoysova        |
| 2007 | Natalia Boyarskaya    | Elena Gayun              | Elena Kuchinskaya        |
| 2008 | Julia Martisova       | Yulia Blindyuk           | Natalia Boyarskaya       |
| 2009 | Yulia Iliynikh        | Anna Evseeva             | Tatiana Panina Shishkova |
| 2010 | Tatiana Antoshina     | Julia Martisova          | Larisa Pankova           |
| 2011 | Aizhan Zhaparova      | Svetlana Boubnenkova     | Larisa Pankova           |
| 2012 | Yulia Blindyuk        | Anna Potokina            | Aizhan Zhaparova         |
| 2013 | Svetlana Boubnenkova  | Oxana Kozonchuk          | Aizhan Zhaparova         |
| 2014 | Tatiana Antoshina     | Aizhan Zhaparova         | Kseniya Dobrynina        |
| 2015 | Anna Potokina         | Anastasiia Ponetaikina   | Daria Egorova            |
| 2016 | Natalia Boyarskaya    | Viktoria Grishechko      | Oxana Kozonchuk          |
| 2017 | Anastasiia Iakovenko  | Karina Kasenova          | Svetlana Vasilieva       |
| 2018 |                       |                          |                          |
| 2019 |                       |                          |                          |
| 2020 |                       |                          |                          |
| 2021 |                       |                          |                          |
| 2022 |                       |                          |                          |
| 2023 |                       |                          |                          |
| 2024 |                       |                          |                          |

## Fotografias destacadas
|  |  |  |